# Peter Guinari
Peter Guinari, né le 2 juin 2001 à Bangui, est un footballeur international centrafricain, qui possède aussi la nationalité allemande. Il joue au poste de défenseur central au FC Krumovgrad.

## Biographie
Peter Guinari naît à Bangui en République centrafricaine, et émigre en Allemagne à l'âge de 10 ans. Il est formé au TSV 1860 Munich. En 2020, il rejoint le FC Pipinsried, avec qui il remporte le championnat de cinquième division en 2021. En avril 2022, Guinari annonce quitter le club à la fin de la saison.
Peter Guinari honore sa première sélection en équipe de République centrafricaine le 1er septembre 2021 lors des qualifications à la Coupe du monde 2022 face au Cap-Vert (match nul 1-1).
En plus de l'allemand, Guinari parle couramment le français et comprend le sango.

## Matchs internationaux
| Matchs internationaux de Peter Guinari | Matchs internationaux de Peter Guinari | Matchs internationaux de Peter Guinari                  | Matchs internationaux de Peter Guinari | Matchs internationaux de Peter Guinari | Matchs internationaux de Peter Guinari  | Matchs internationaux de Peter Guinari                             |
| #                                      | Date                                   | Lieu                                                    | Adversaire                             | Résultat                               | Compétition                             | Notes                                                              |
| -------------------------------------- | -------------------------------------- | ------------------------------------------------------- | -------------------------------------- | -------------------------------------- | --------------------------------------- | ------------------------------------------------------------------ |
| 1                                      | 1er septembre 2021                     | Stade de la Réunification, Douala, Cameroun             | Cap-Vert                               | 1 - 1                                  | Qualifications à la Coupe du monde 2022 | Titulaire.                                                         |
| 2                                      | 6 septembre 2021                       | Stade de Japoma, Douala, Cameroun                       | Liberia                                | 0 - 1                                  | Qualifications à la Coupe du monde 2022 | Titulaire.                                                         |
| 3                                      | 7 octobre 2021                         | Stade Teslim-Balogun, Lagos, Nigeria                    | Nigeria                                | 0 - 1                                  | Qualifications à la Coupe du monde 2022 | Titulaire.                                                         |
| 4                                      | 10 octobre 2021                        | Stade de Japoma, Douala, Cameroun                       | Nigeria                                | 0 - 2                                  | Qualifications à la Coupe du monde 2022 | Titulaire.                                                         |
| 5                                      | 13 novembre 2021                       | Stade municipal Adérito-Sena, Mindelo, Cap-Vert         | Cap-Vert                               | 2 - 1                                  | Qualifications à la Coupe du monde 2022 | Titulaire.                                                         |
| 6                                      | 16 novembre 2021                       | Stade Ibn-Batouta, Tanger, Maroc                        | Liberia                                | 3 - 1                                  | Qualifications à la Coupe du monde 2022 | Titulaire.                                                         |
| 7                                      | 23 mars 2022                           | Benjamin Mkapa National Stadium, Dar es Salam, Tanzanie | Tanzanie                               | 3 - 1                                  | Match amical                            | Titulaire.                                                         |
| 8                                      | 26 mars 2022                           | Benjamin Mkapa National Stadium, Dar es Salam, Tanzanie | Soudan                                 | 0 - 0                                  | Match amical                            | Titulaire.                                                         |
| 9                                      | 1er juin 2022                          | Stade national du 11-Novembre, Talatona, Angola         | Angola                                 | 2 - 1                                  | Qualifications à la CAN 2023            | Titulaire.                                                         |
| 10                                     | 5 juin 2022                            | Stade national du 11-Novembre, Talatona, Angola         | Ghana                                  | 1 - 1                                  | Qualifications à la CAN 2023            | Titulaire et remplacé par Freeman Niamathé à la 63e minute de jeu. |